# Jakob van Hoogstraten
Jakob van Hoogstraten (ur. przed 1460 w Hoogstraten, zm. 21 stycznia 1527 w Kolonii) – niemiecko-flamandzki dominikanin, teolog i inkwizytor.

## Życiorys
Pochodził z Hoogstraten w Brabancji (obecnie Belgia). Studiował teologię na uniwersytecie w Louvain, uzyskując w 1485 tytuł magistra. W trakcie studiów wstąpił do zakonu dominikańskiego i w 1496 przyjął święcenia kapłańskie. Następnie kontynuował studia teologiczne na uniwersytecie w Kolonii. Kapituła generalna zakonu obradująca w Ferrarze w 1498 nadała mu tytuł profesora teologii w kolońskim studium generalnym. W 1500 wybrano go przeorem konwentu w Antwerpii. Po zakończeniu kadencji powrócił do Kolonii, gdzie w lutym 1504 uzyskał tytuł doktora teologii. W 1508 został mianowany inkwizytorem dla trzech nadreńskich metropolii: mogunckiej, kolońskiej i trewirskiej. Objął także funkcję przeora konwentu w Kolonii i dziekana wydziału teologicznego miejscowego uniwersytetu.
Jakob van Hoogstraten dał się poznać jako aktywny polemista, broniący zakonów żebraczych przed zarzutami krytyków. Bronił także scholastyki przed atakami humanistów, m.in. polemizując z włoskim jurystą Pietro Tomasim z Rawenny. Jednak najsłynniejszym epizodem z jego udziałem był długotrwały spór z humanistą i hebraistą Janem Reuchlinem, który odbił się szerokim echem w niemieckim środowisku naukowym i akademickim. Konflikt rozpoczął się w 1509 od propozycji żydowskiego konwertyty Jana Pfefferkorna, by skonfiskować żydom wszystkie ich księgi zawierające stwierdzenia obraźliwe dla wiary chrześcijańskiej. Cesarz Maksymilian I Habsburg początkowo przychylił się do tego wniosku, jednak wobec skarg żydów zawiesił ogłoszony już dekret o konfiskacie i zwrócił się do kilku niemieckich uczonych o opinie. Wydział teologiczny uniwersytetu kolońskiego pozytywnie zaopiniował propozycję Pfefferkorna, natomiast Reuchlin, który był uznanym autorytetem w dziedzinie hebraistyki, wydał opinię sprzeciwiającą się konfiskacie żydowskich ksiąg i opublikował w 1511 dzieło zatytułowane Augenspiegel, będące apologią literatury hebrajskiej. W odpowiedzi na tę publikację Jakob van Hoogstraten, wykorzystując swoje uprawnienia inkwizytorskie, we wrześniu 1513 wszczął postępowanie przeciwko Reuchlinowi, zarzucając mu faworyzowanie judaizmu. Reuchlin skorzystał jednak z możliwości apelacji do Stolicy Apostolskiej i w rezultacie papież Leon X zarządził przekazanie sprawy do rozpoznania biskupowi Spiry Jerzemu Wittelsbachowi. W 1514 biskup wydał wyrok korzystny dla Reuchlina i nakazał Jakobowi zapłacenie kosztów procesu. Jednocześnie sprzyjające Reuchlinowi kręgi humanistyczne rozpętały kampanię propagandową przeciwko jego scholastycznym oponentom, której najsłynniejszym przejawem była publikacja pamfletu Epistolae obscurorum virorum (1515-1517). Upokorzony Jakob van Hoogstraten nie dał jednak za wygraną i odwołał się do papieża. Kilkuletnia batalia w Kurii Rzymskiej zakończyła się ostatecznie jego zwycięstwem, gdyż wystąpienie Marcina Lutra w 1517 doprowadziło do korekty nastawienia Kurii wobec humanistów. W styczniu 1520 Leon X potępił dzieło Reuchlina jako gorszące, aczkolwiek samego autora nie uznał za heretyka i nie wymierzył mu żadnej kary oprócz nakazu pokrycia kosztów procesu i milczenia w kwestii będącej przedmiotem kontrowersji.
Proces Reuchlina nie był jedynym, w którym Jakob van Hoogstraten uczestniczył jako papieski inkwizytor. W 1512 w Hadze przewodniczył procesowi awerroisty Hermanna van Rysswick. Ponieważ już dziesięć lat wcześniej został on skazany na pokutę przez innego inkwizytora, Hoogstraten potraktował go jako recydywistę i skazał na śmierć przez spalenie na stosie. Ponadto, już po wystąpieniu Lutra, uczestniczył w kilku procesach przeciwko zwolennikom reformacji w Niderlandach. W 1523 uczestniczył w przesłuchaniach augustiańskich mnichów z Antwerpii, a w 1525 w Utrechcie wydał wyrok śmierci na niejakiego Willema Dirksza. Wydał także kilka dzieł polemicznych wymierzonych w luteranizm.
Jakob van Hoogstraten zmarł w Kolonii w wieku około 70 lat.

## Dzieła
Jakob van Hoogstraten jest autorem wielu dzieł, w większości o polemicznym charakterze
- Defensorium fratrum mendicantium contra curatos illos qui privilegla fratrum injuste impugnat (Kolonia, 1507), polemika z krytykami zakonów żebraczych;
- Defensio scholastica principum Alemanniæ in eo, quod sceleratos detinent insepultos in ligno contra P. Ravennatem (Kolonia, 1508), polemika z Pietro Tomasim z Rawenny;
- Justificatorium principum Alemanniæ, dissolvens rationes Petri Ravennatis, quibus Principum judicia carpsit (Kolonia, 1508), polemika z Pietro Tomasim z Rawenny;
- Tractatus de cadaveribus maleficorum morte punitorum (Kolonia, 1508);
- Tractatus magistralis, declarans quam graviter peccent quærentes auxilium a maleficis (Kolonia, 1510);
- Apologia Fr. Jacobi Hoogstraeten (Kolonia, 1518), polemika związana ze sprawą Reuchlina;
- Apologia altera (Kolonia, 1519), polemika związana ze sprawą Reuchlina;
- Destructio cabbalæ (Kolonia, 1519), dzieło wymierzone w żydowską kabałę (ciąg dalszy polemiki w sprawie Reuchlina);
- Margarita moralis phiosophiæ in duodecim redacta libros (Kolonia, 1521),
- Colloquia cum Divo Augustino (Kolonia, 1521), polemika z tezami Lutra;
- De Christiana Libertate Tractatus V Contra Lutherum (Kolonia, 1526), polemika z tezami Lutra.